# عمارة نبطية

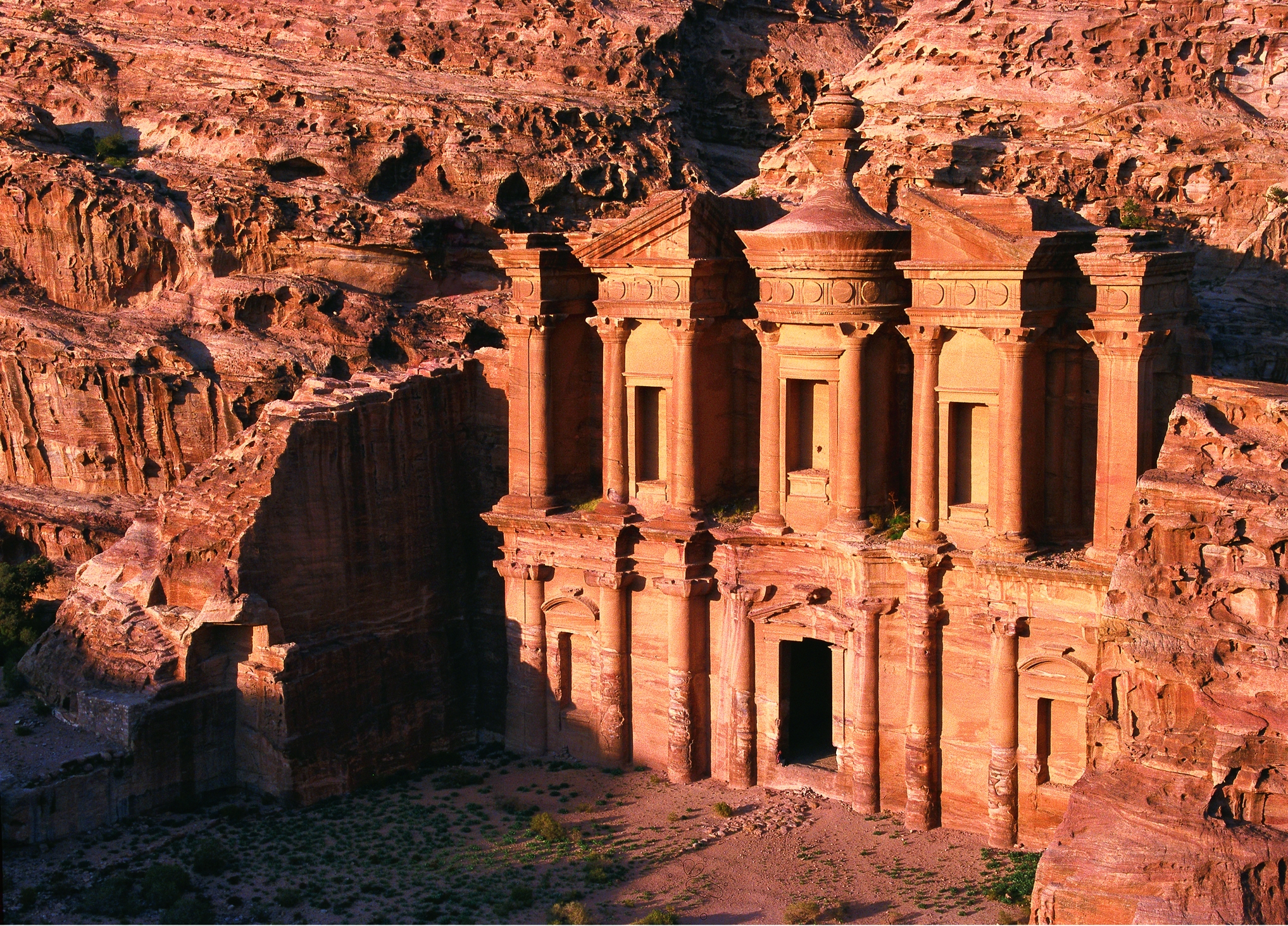
تُعتبر البتراء في الأردن، أهم مدن الحضارة النبطية. يظهر هنا الدير، وهو من معالم المدينة المحفورة بالصخور.

العمارة النبطية طراز معماري عُرفت به حضارة الأنباط في جنوب بلاد الشام. إزدهر في الفترة الممتدة من القرن الرابع قبل الميلاد، وحتى القرن الثاني للميلاد. امتاز بإسلوب العمارة المحفورة بالصخور، وقد تأثر بفن العمارة المصرية والفارسية والآشورية والإغريقية، حيث يظهر هذا جلّيا في كثير من مباني العمارة الجنائزية.
وتعتبر مدينة البتراء في جنوب الأردن، أهم التحف المعمارية المحفورة بالصخور التي قام الأنباط بإنشاءها. كما قام الأنباط بإنشاء عدد من المدن الأخرى في المنطقة، من أهمها مدن النقب الصحرواية في فلسطين التاريخية، ومدائن صالح في السعودية، وأم الجمال والربة في الأردن.

## أنماط العمارة
يمكن أن تُقسم عمارة الأنباط إلى أقسام رئيسية، هي:

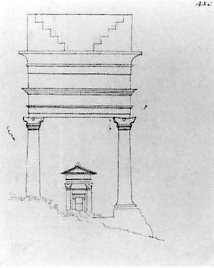
واجهة تبين التأثير الآشوري في عمارة الأنباط.

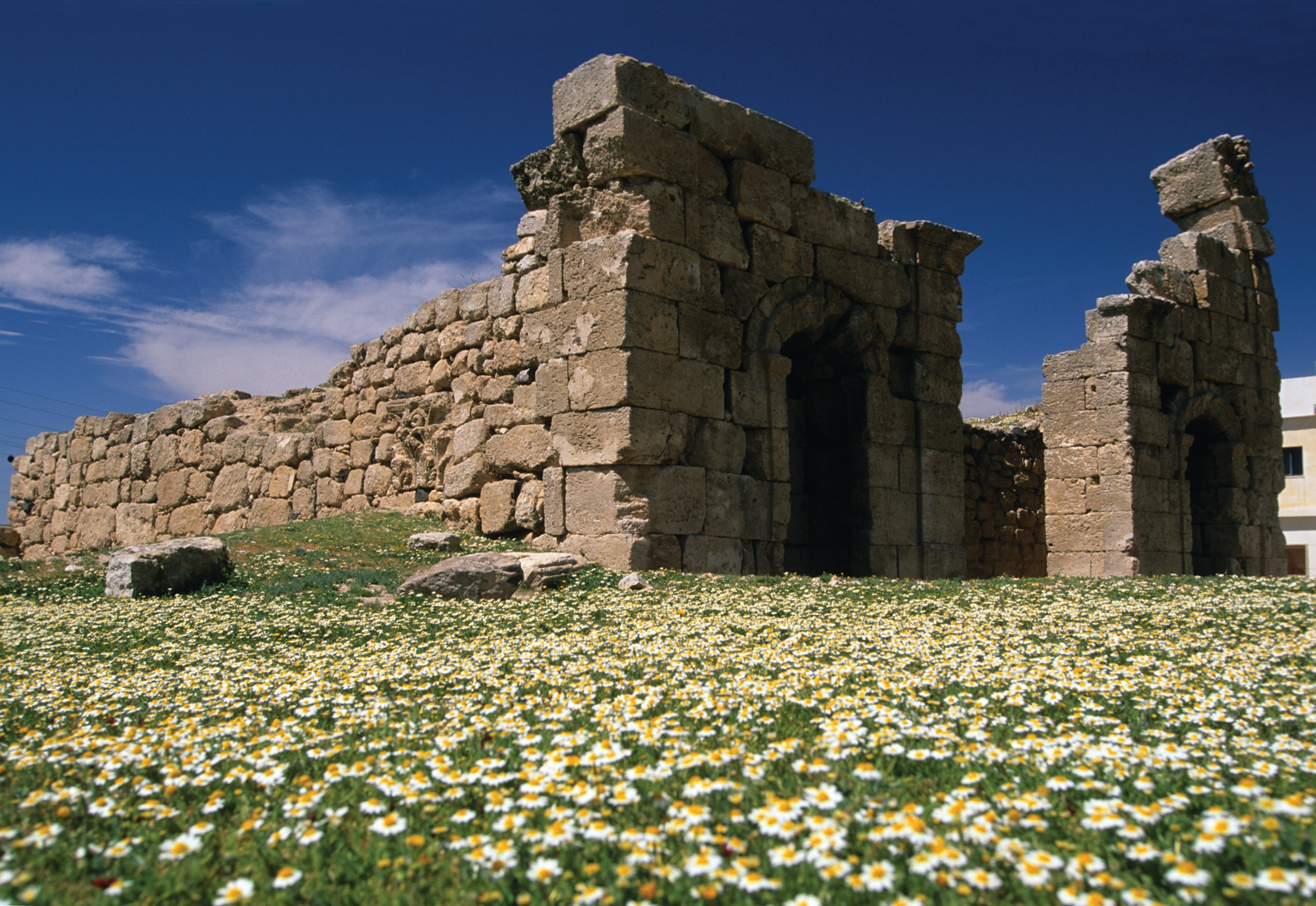
قصر الربة في الكرك، وسط الأردن.

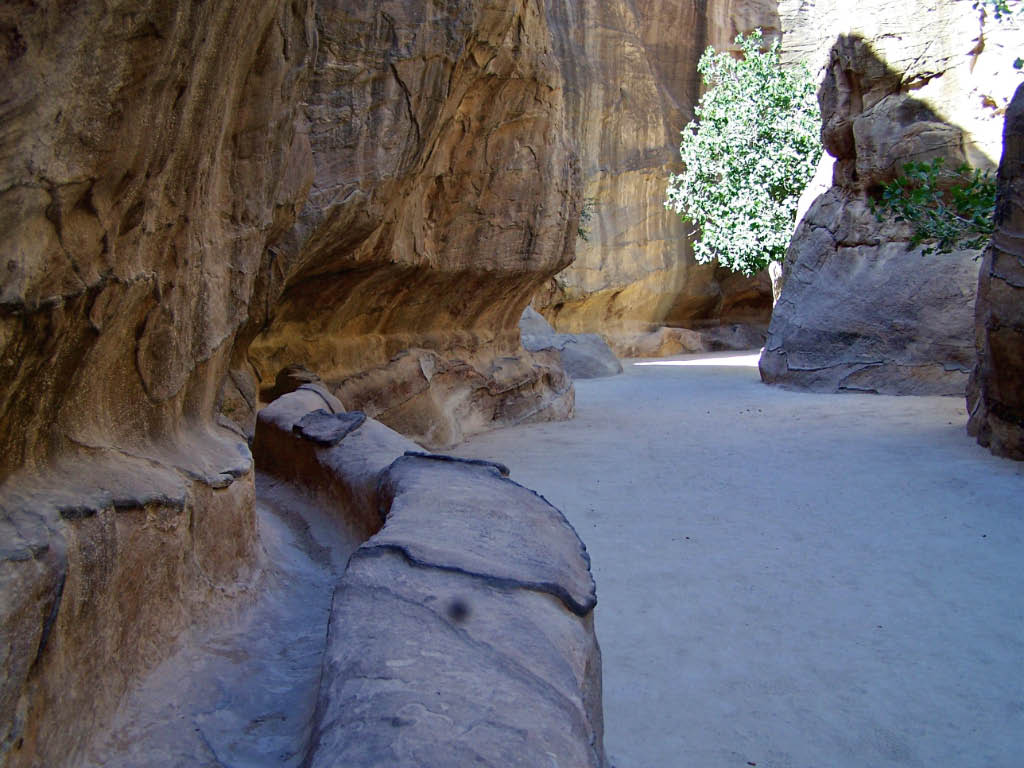
قنوات جر المياه في البتراء، جنوب الأردن.

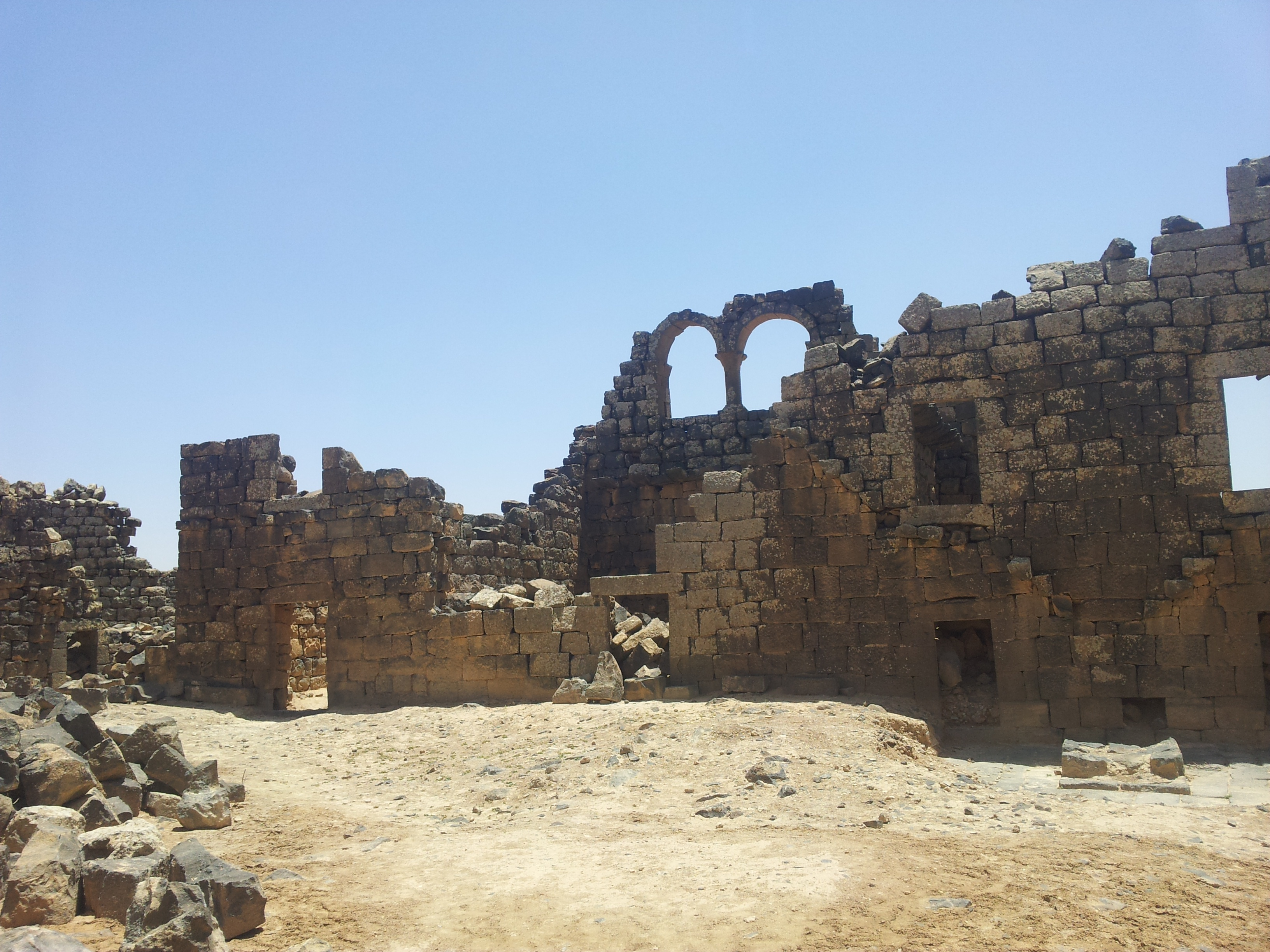
أم الجمال في المفرق، شمال الأردن.

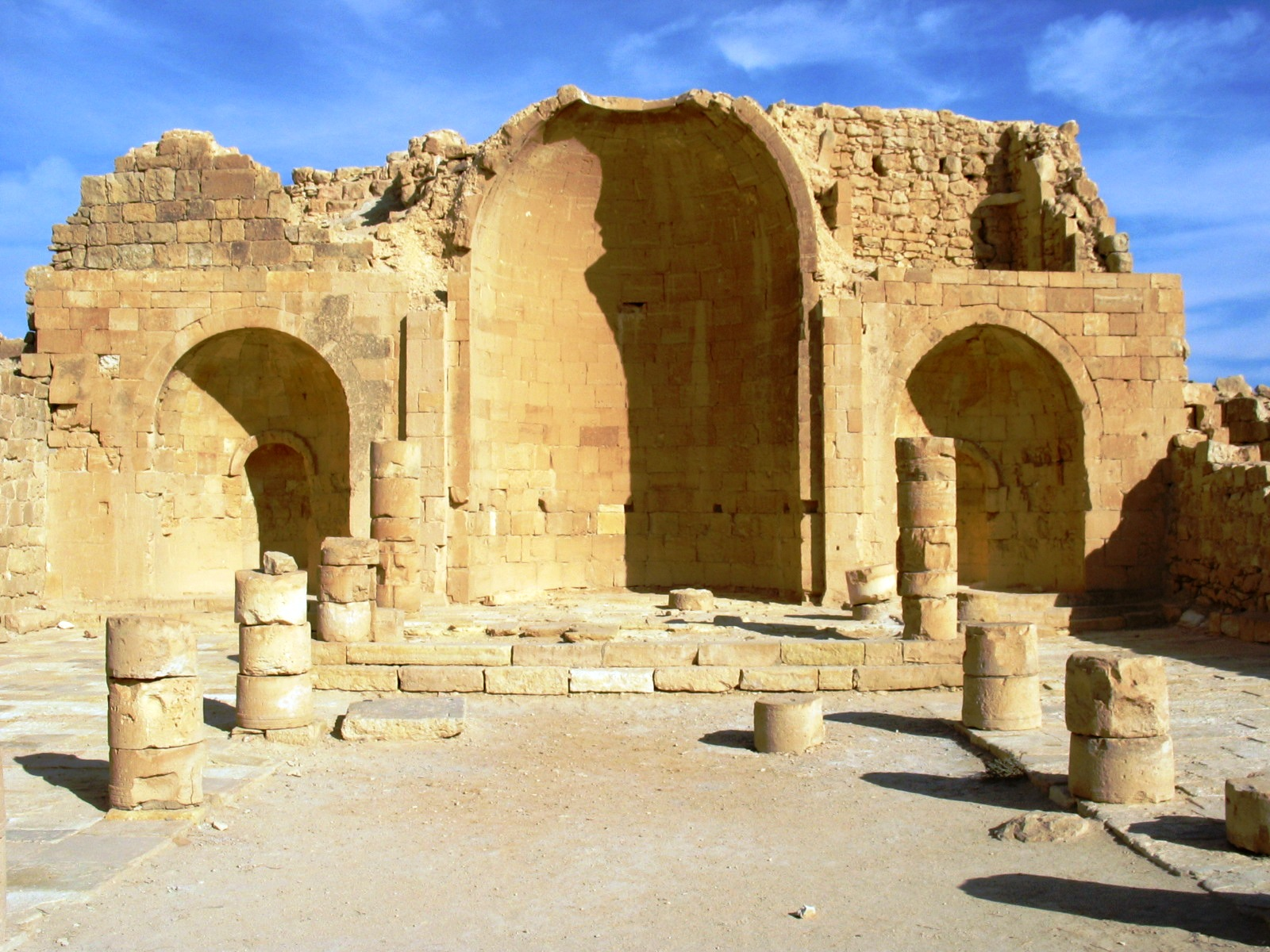
شبطا في النقب، جنوب فلسطين التاريخية.

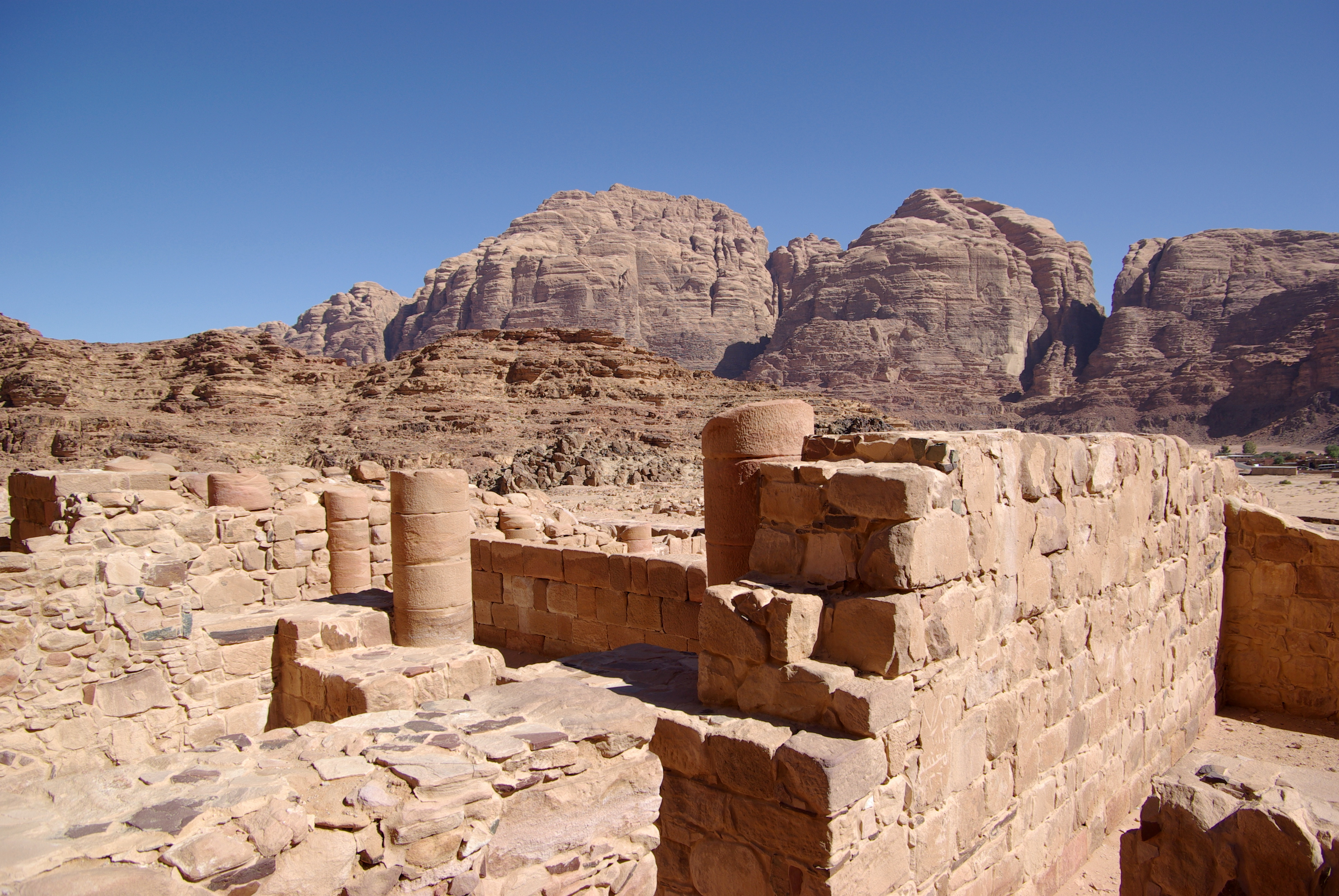
معبد نبطي في وادي رم، جنوب الأردن.

- العمارة الدينية هي العمارة المتمثلة بالمعابد النبطية، وتمثلها عدة نماذج معمارية بنيت لتناسب طقوس العبادة، كالمعبد الكبير، ومعبد الأسود المجنحة.[2]
- العمارة السكنية وتشمل القصور والمنازل الكبيرة والمنازل الريفية والمنازل البسيطة.[3][4]
- العمارة العامة تعتبرر مباني البتراء خير مثال على هذ النوع من المباني باعتبارها المدينة – العاصمة التي تضم جميع أنماط المباني العامة إضافة للمباني الخاصة. لقد بُنيت مباني البتراء وفق مخطط المدينة العام، حيث الشارع الرئيس الذي تأثر بمخطط المدينة الرومانية. إذ أن الشارع يكاد يقسم المدينة إلى نصفين، وهو يحاذي الوادي مما اضطر المهندس النبطي لبناء بعض القنوات تحت أرض الشارع. وكذلك العبارات والأقواس الحجرية التي ترتفع عن سيل الوادي في فصل الشتاء. وما يزال بالإمكان ملاحظة بعض آثار هذه المرافق في الشارع الرئيسي بعد الانتهاء من ساحة الخزنة.[5]
- العمارة الجنائزية المتمثلة بالمقابر الملكية المنحوتة، والمقابر المبنية بالحجر المقطوع. لقد اهتم الأنباط اهتماما كبيرا بمقابرهم، مما إنعكس في عمارتها التي حُشد فيها الكثير من الفنون المعمارية والفنية ومما يوحي باهتمام الأنباط «بالحياة الآخرة» بالنسبة للأموات. والبنسبة للمقابر الملكية المنحوتة، فتُعتبر من أكثر ما أشتهر به الأنباط. وقد أجريت عليها العديد من الدراسات المتخصصة أظهرت أن المهندس النبطي جمع بين التأثيرات الخارجية من الحضارات المجاورة مع الذوق النبطي، ويمكن مشاهدة الكثير من هذه القبور في أماكن مختلفة من البتراء وما حولها وخصوصا في الطريق قبل الوصول إلى السيق. من قبور البتراء الشهيرة: قبر «المسلات» وقبر «الجرة» و «القبر ذو النوافذ».[6][7]

## جر المياه
يُعتبر النظام الهندسي للماء، الإنجاز الأهم للحضارة النبطية بالمدينة، والذي جعل الحياة ممكنة في هذه المنطقة الجافة من الصحراء الأردنية. وقد تضمن ذلك النظام أنظمة لحفظ المياه واشتمل على السدود التي كانت تجمع مياه الأمطار في أشهر الشتاء. كما استخدم الأنباط نظاماً محكماً من القنوات والأنابيب الفخارية لتوزيع المياه في كافة أنحاء المدينة.

## مواد البناء
تتسم عمارة الأنباط باستخدم العديد من المواد حسب توفرها في البيئة، فبالإضافة إلى نحت الصخور الرملية والكلسية وجعلها مساكن ومنشآت وقبور وتماثيل وغيرها، فقد تم استخدام كل أنواع الحجارة في البناء النبطي حيثما فرضت البيئة ذلك، ففي الصحراء مثلا، جرى استخدام الحجارة البازلتية السوداء لمختلف أغراض البناء كما في أم الجمال في المفرق، شمال الأردن. وقد اُستخدمت أشكال من الحجارة في البناء كما في معبد القصر في الربة، الكرك.
كما اُستخدمت في معظم الأبنية الكبيرة كالمعابد فنون معمارية كثيرة منها الأقواس الكبيرة والصغيرة التي تعتمد على تراص الحجارة لا على المونة أو الدعم الأرضي بالأعمدة، وفي بعض الحالات جرى سقف بعض الأبنية أو الحجرات بصفوف متلاصقة من هذه الحجارة قبل أن تجري تغطيتها بالملاط الطيني من فوقها لدرء أمطار الشتاء ولعزل حرارة الصيف أيضا. وبالنسبة للمواد الأخرى المساعدة، فقد استخدمت الأخشاب في التسقيف وصناعة الأبواب والشبابيك، ويبدو ذلك في منطقة وادي موسى والبتراء بسبب توفر الأشجار في المنطقة. وعرف الأنباط استخداما آخر للأخشاب في البناء من شأنه تعزيز صمود الجدران أمام الهزات الأرضية، حيث عثر على بقايا تلك الأخشاب في بعض الأبنية منها بناء «قصر البنت» في البتراء.